# Los Ciruelos, Oaxaca
Los Ciruelos är en ort i Mexiko.   Den ligger i kommunen Santa María Tonameca och delstaten Oaxaca, i den sydöstra delen av landet, 500 km sydost om huvudstaden Mexico City. Los Ciruelos ligger 190 meter över havet och antalet invånare är 184.
Terrängen runt Los Ciruelos är kuperad norrut, men söderut är den platt. Terrängen runt Los Ciruelos sluttar söderut. Runt Los Ciruelos är det ganska glesbefolkat, med 45 invånare per kvadratkilometer. Närmaste större samhälle är San Juanito o la Botija, 5,6 km sydväst om Los Ciruelos. Omgivningarna runt Los Ciruelos är en mosaik av jordbruksmark och naturlig växtlighet.